# ルクセンブルク大学
ルクセンブルク大学（ルクセンブルクだいがく、仏: Université du Luxembourg）は、ルクセンブルクに存在する唯一の大学である。

## 概要
2003年8月13日に設立された。ルクセンブルク大学が設立される前は、Cours universitairesと呼ばれる学部教養課程に相当するコースしかなかったため、学位を取得するためには近隣諸国（ベルギー、フランス、ドイツ、オーストリア、イギリスなど）の大学に編入する必要があったが、学生が自国で学位を取得できるようになった。学部によっては修士課程や博士課程も併設されている。
ルクセンブルク自体が多言語国家であるように、ルクセンブルク大学においても多言語使用が反映されている。講義は独仏英語で行われ、分かりにくい言葉の説明や教授・生徒間のコミュニケーションはルクセンブルク語で行なわれることもある。ルクセンブルク人もしくはルクセンブルク育ちの移民は、小学校とリセですでに多言語教育（独仏英語）を受けているため、初学者向けの外国語の授業はない。希望者向けに独仏英語の夜間補修講座が週に何回かあるが、それも中級者以上を対象とし、また通常のカリキュラム外になる。外国語の習得にはルクセンブルク・ランゲージ・センター（Institut National de Langues）の利用を勧められる。
例えば、旧ヨーロッパ文化学部（Bachelor académique en cultures européennes、現在は言語・文芸・人文・芸術・教育学部に統合されている）には仏文科、独文科、英文科、哲学科、歴史学科があり、仏文科の授業は全てフランス語で行なわれるが、哲学や歴史の学部共通授業ではフランス語クラスかドイツ語クラスのどちらかを選択できる。しかし、学位を取得するためにはフランス語で開講されるラテン語の授業と専攻語以外の言語の文学科目（英語、スペイン語、イタリア語、ドイツ語）の単位も取得する必要がある（英文科は1年次しかないためラテン語の授業は免除されるが、他の学科は最低1学期分のラテン語の単位が必要である）。
ルクセンブルク大学の設立やカリキュラムを巡り、多くの議論がルクセンブルクのメディアを介して行われた。学際の概念や、人文科学の価値、大学の組織などが主な論点となった。議論は主にルクセンブルクの文化ジャーナル forum を介して行われた。ルクセンブルク人歴史学者のミシェル・ポーリー (Michel Pauly) とオーストリア人哲学者のフォルカー・ツォッツは大学の経営を批判し、人文系研究の重要性を唱えた。

## 学部及びキャンパス
- 科学・技術・コミュニケーション学部（Faculty of Sciences, Technology and Communication、Faculté des sciences, de la technologie et de la communication、STC） - キルヒベルク・キャンパス
- 法・経済・金融学部（Faculty of Law, Economics and Finance、Faculté de droit, d'économie et de finance、DEF） - リンペルツベルク・キャンパス
- 言語・文芸・人文・芸術・教育学部（Faculty of Language and Literature, Humanities, Arts and Education、Faculté des lettres, des sciences humaines, des arts et des sciences de l'éducation） - ベルバル・キャンパス